# Consistórios de Inocêncio IV
O Papa Inocêncio IV em onze anos de pontificado, criou 15 cardeais em 2 consistórios.

## 28 de maio de 1244
Neste primeiro consistório, 12 cardeais foram criados:
1. Pietro da Collemezzo (25 de maio de 1253)
2. Guilherme de Módena, O. Carth. (31 de março de 1251)
3. Eudes de Châteauroux (25 de janeiro de 1273)
4. Pierre de Bar (+ entre junho de 1252 e março de 1253)
5. Guillaume de Talliante, O.S.B.Clun. (+ depois de agosto de 1250)
6. João de Toledo, O.Cist.(+13 de julho de 1275)
7. Hughes de Saint-Cher, O.P. (+ 19 ou 24 de março de 1263)
8. Goffredo da Trani (+ entre abril e junho de 1245)
9. Ottaviano Ubaldini (+ 5/13 de março de 1273)
10. Pietro Capocci (+ 19/21 de maio de 1259)
11. Giovanni Gaetano Orsini (+ 22 de agosto de 1280)
12. Guglielmo Fieschi (+ antes de maio de 1256)

## Dezembro de 1251
Seu segundo consistório, realizado em Perugia, 3 cardeais foram criados:
1. Giacomo da Castell'Arquato (+ 19 de novembro de 1253).
2. István Báncsa (+ 9 de julho de 1270)
3. Ottobono Fieschi (+18 de agosto de 1276).